# SUPER SHOW 9 : ROAD
《SUPER JUNIOR WORLD TOUR - SUPER SHOW 9 : ROAD》는 그룹 슈퍼주니어의 11집 발매를 기반으로 개최된 9번째 콘서트 투어이다. 팬덤 내에서는 9번째 슈퍼쇼라는 의미에서의 구퍼쇼로 약칭하기도 한다.

## 개요
2022년 6월 3일, SM 엔터테인먼트의 슈퍼주니어 전담 레이블인 Label SJ는 공식 인스타그램을 통해 〈SUPER SHOW 9 : ROAD〉의 일정을 공개하였으며 팬클럽 선행 예매는 10일, 일반 예매는 13일에 YES24를 통해 진행되었다.

## SUPER SHOW 9: ROAD_SHOW
2023년 3월 16일, Label SJ는 공식 트위터를 통해 〈SUPER SHOW 9 : ROAD〉의 피날레를 장식하는 앙코르 콘서트 격인 〈SUPER SHOW 9 : ROAD_SHOW〉의 양일간의  일정을 공개하였고, 예매는 YES24를 통해 3월 23일, 팬클럽 선예매가 4일 뒤인 27일, 일반 예매가 YES24를 통해 진행되었다.

## 기타

### 마닐라 공연 연기
8월 6일 마닐라 콘서트를 개최할 예정이었으나 공연 2일 전 시원이 코로나19 재확진 판정을 받아 마닐라 공연 불참을 공지한 데 이어 출국 준비 중 은혁이 부친상으로 인해 함께 출국하지 못하게 되어 공연에 차질이 빚어졌으며 현지 공연 기획사와의 논의 끝에 정상적인 진행이 어렵다 판단하여 공연 취소에 이르게 되었다. 당일 공연은 부득이하게 취소되었지만 오랜 시간 기다려준 팬들을 위해 공연장에서의 짤막한 인사의 시간을 가졌으며 이후 공연 일정을 재조정한 끝에 4개월 뒤 2일 간의 공연 일정을 발표하게 되었다.

## 투어 일정
| 일정                     | 도시         | 국가       | 장소                           | 관객 동원     |
| 아시아                   | 아시아       | 아시아     | 아시아                         | 아시아        |
| ------------------------ | ------------ | ---------- | ------------------------------ | ------------- |
| 2022년 7월 15일          | 서울         | 대한민국   | 잠실실내체육관                 | 통산 31,876명 |
| 2022년 7월 16일          | 서울         | 대한민국   | 잠실실내체육관                 | 통산 31,876명 |
| 2022년 7월 17일          | 서울         | 대한민국   | 잠실실내체육관                 | 통산 31,876명 |
| 2022년 7월 30일          | 방콕         | 태국       | 임팩트 아레나 무앙 통 타니     | 통산 30,692명 |
| 2022년 7월 31일          | 방콕         | 태국       | 임팩트 아레나 무앙 통 타니     | 통산 30,692명 |
| 2022년 9월 3일           | 싱가포르     | 싱가포르   | 싱가포르 인도어 스타디움       | 11,812명      |
| 2022년 9월 17일          | 자카르타     | 인도네시아 | 인도네시아 컨벤션 전시장 5-6홀 | 19,728명      |
| 2022년 10월 10일         | 쿠알라룸푸르 | 말레이시아 | 악시아타 아레나 부킷 자릴      | 14,872명      |
| 2022년 11월 19일         | 홍콩         | 홍콩       | 아시아 월드 아레나             | 통산 28,354명 |
| 2022년 11월 20일         | 홍콩         | 홍콩       | 아시아 월드 아레나             | 통산 28,354명 |
| 2022년 11월 25일         | 대북         | 타이완     | 타이베이 아레나                | 통산 32,357명 |
| 2022년 11월 26일         | 대북         | 타이완     | 타이베이 아레나                | 통산 32,357명 |
| 2022년 11월 27일         | 대북         | 타이완     | 타이베이 아레나                | 통산 32,357명 |
| 2022년 12월 17일         | 마닐라       | 필리핀     | 몰 오브 아시아 아레나          | 통산 25,494명 |
| 2022년 12월 18일         | 마닐라       | 필리핀     | 몰 오브 아시아 아레나          | 통산 25,494명 |
| 남아메리카               |              |            |                                |               |
| 2023년 2월 7일           | 산티아고     | 칠레       | 무비스타 아레나                | 13,724명      |
| 2023년 2월 9일           | 상파울로     | 브라질     | 에스파소 유니메드              | 10,458명      |
| 2023년 2월 11일          | 리마         | 페루       | 에스타디오 산 마크로스         | 22,876명      |
| 북아메리카               |              |            |                                |               |
| 2023년 2월 14일          | 멕시코시티   | 멕시코     | 멕시코시티 아레나              | 통산 37,694명 |
| 2023년 2월 15일          | 멕시코시티   | 멕시코     | 멕시코시티 아레나              | 통산 37,694명 |
| 아시아                   |              |            |                                |               |
| 2023년 3월 11일          | 호치민       | 베트남     | 7군구 경기장                   | 25,232명      |
| 2023년 3월 18일          | 기옥         | 일본       | 베루나 돔                      | 통산 80,174명 |
| 2023년 3월 19일          | 기옥         | 일본       | 베루나 돔                      | 통산 80,174명 |
| 2023년 4월 15일          | 서울         | 대한민국   | 잠실실내체육관(ROAD_SHOW)      | 통산 23,512명 |
| 2023년 4월 16일          | 서울         | 대한민국   | 잠실실내체육관(ROAD_SHOW)      | 통산 23,512명 |
| 총 누적 관객 - 408,855명 |              |            |                                |               |

## 세트 리스트
- Opening VCR -
- Burn The Floor
- The Crown_SS9 Ver.
- SUPER
- Mr. Simple_SS9 Ver.

- VCR #2 -
- 악몽 (Ticky Tocky) + Paradox + Mystery

- Ment + Costume Change -
- Mango

- VCR #3 -
- Corazón Perdido (Lost Heart) (예성 Solo)
- Blue Moon + California Love (동해 Solo)
- 나에게 (To Me) + Dreams Come True[19](려욱 Solo)
- be (은혁 Solo)
- 할 수 없는 일 (I Can't) (슈퍼주니어-K.R.Y.)

- Ment -
- My Wish
- Callin'

- VCR #4 -
- The Gods Of Music Medley

1. SPY
2. 로꾸거!!!
3. MAMACITA (아야야)

- VCR #5 -
- 라떼 (LA-TTE) (슈퍼주니어-L.S.S.)
- House Party
- Everyday
- Wonder Boy
- Let's Dance

- Ment -
- Devil
- Don't Wait

- VCR #6 -
- 광화문에서 (At Gwanghwamun)_Rock Ver. (규현 Solo)
- B.A.D + 땡겨 (Danger)_SS9 Ver. (슈퍼주니어-D&E)
- Black Suit_SS9 Ver.
- Sorry, Sorry_SS9 Ver.
- 미인아 (BONAMANA)_SS9 Ver.

- Encore VCR (Analogue Radio) -
- 같이 걸을까 (More Days With You)
- Walkin'

- Ment -
- Always

- Opening VCR -
- Burn The Floor
- The Crown_SS9 Ver.
- SUPER
- Mr. Simple_SS9 Ver.

- VCR #2 -
- 악몽 (Ticky Tocky) + Paradox + Mystery

- Ment -

- VCR #3 -
- Corazón Perdido (Lost Heart) (예성 Solo)
- Blue Moon + California Love (동해 Solo)
- ถ้าฉันเป็นเขา[20]+ Dreams Come True (려욱 Solo)
- be (은혁 Solo)
- 할 수 없는 일 (I Can't) (슈퍼주니어-K.R.Y.)

- Ment -
- My Wish
- Callin'

- VCR #4 -
- The Gods Of Music Medley

1. SPY
2. 로꾸거!!!
3. MAMACITA (아야야)

- VCR #5 -
- 라떼 (LA-TTE) (슈퍼주니어-L.S.S.)
- House Party
- Everyday
- Wonder Boy
- Let's Dance

- Ment -
- Devil
- Don't Wait
- Mango

- VCR #6 -
- 광화문에서 (At Gwanghwamun)_Rock Ver. (규현 Solo)
- B.A.D + 땡겨 (Danger)_SS9 Ver. (슈퍼주니어-D&E)
- Black Suit_SS9 Ver.
- Sorry, Sorry_SS9 Ver.
- 미인아 (BONAMANA)_SS9 Ver.

- Encore VCR (Analogue Radio) -
- 같이 걸을까 (More Days With You)
- Walkin'

- Ment -
- 행복 (Full Of Happiness)

- Opening VCR -
- Burn The Floor
- The Crown_SS9 Ver.
- SUPER
- Mr. Simple_SS9 Ver.

- VCR #2 -
- 악몽 (Ticky Tocky) + Paradox + Mystery

- Ment -
- 2YA2YAO!싱가포르 제외

- VCR #3 -
- Floral Sense (예성 Solo)호치민 한정
- 국가별 유닛곡 (슈퍼주니어-K.R.Y.)

1. 할 수 없는 일 (I Can't)싱가포르 ~ 마닐라
2. 너였으면 참 좋겠다... (If Only You)호치민
3. ハナミズキ (산딸기나무)기옥

- Believe

- Ment -
- My Wish
- Callin'
- Celebrate마닐라 ~ 기옥

- VCR #4 -
- The Gods Of Music Medley

1. SPY
2. 로꾸거!!!
3. MAMACITA (아야야)

- VCR #5 -
- 라떼 (LA-TTE) (슈퍼주니어-L.S.S.)호치민, 기옥 제외
- House Party
- Everyday
- Wonder Boy
- Let's Dance

- Ment -
- Devil
- Mango3월 19일 제외

- VCR #6 -
- B.A.D + 땡겨 (Danger)_SS9 Ver. (슈퍼주니어-D&E)
- Black Suit_SS9 Ver.
- Sorry, Sorry_SS9 Ver.
- 미인아 (BONAMANA)_SS9 Ver.

- Encore VCR (Analogue Radio) -
- 같이 걸을까 (More Days With You)
- Walkin'

- Ment -
- 국가별 엔딩곡

1. 행복 (Full Of Happiness)
2. White Love (스키장에서)12월 18일
3. ★BAMBINA★기옥

- Opening VCR -
- Burn The Floor
- The Crown_SS9 Ver.
- SUPER
- Mr. Simple_SS9 Ver.

- VCR #2 -
- One More Time (Otra Vez)
- Lo Siento
- Devil
- Mango

- Ment -
- MAMACITA (아야야)

- VCR #3 -
- Small Things (예성 Solo)
- 너였으면 참 좋겠다... (If Only You) (슈퍼주니어-K.R.Y.)
- Believe
- Callin'
- Celebrate

- VCR #4 -
- B.A.D + 땡겨 (Danger)_SS9 Ver. (슈퍼주니어-D&E)
- Black Suit_SS9 Ver.
- Sorry, Sorry_SS9 Ver.
- 미인아 (BONAMANA)_SS9 Ver.

- Encore VCR (Analogue Radio) -
- 같이 걸을까 (More Days With You)
- Walkin'

- Ment -
- Wonder Boy
- Let's Dance
- Ahora Te Puedes Marchar산티아고, 리마 / Ai Se Eu Te Pego[21]상파울로

- Opening VCR -
- Burn The Floor
- 악몽 (Ticky Tocky) + Paradox + Mystery
- 너라고 (It's You)_SS9 Ver.

- Ment -
- MAMACITA (아야야)
- Mr. Simple_SS9 Ver.

- VCR #2 -
- 요일별 유닛곡 (슈퍼주니어-K.R.Y.)

1. 한 사람만을 (The One I Love)15일
2. 푸르게 빛나던 우리의 계절 (When We Were Us)16일

- 비처럼 가지 마요 (One More Chance)
- 기억을 따라 (Memories)
- 至少还有你 (당신이기에) (슈퍼주니어-M)

- Ment (슈퍼주니어-M) -
- Rewind (KR/조미 Solo)

- VCR #3 -
- Trot Medley

1. SUPER Clap
2. U
3. SPY

- VCR #4 -
- 도로시 (Dorothy) (슈퍼주니어-L.S.S.)
- 차근차근 (Way For Love)

- Ment -
- EDM Medley

1. Magic
2. Shake It Up! (생각을 흔들어)
3. Let's Dance

- VCR #5 -
- ZERO + 땡겨 (Danger)_SS9 Ver. (슈퍼주니어-D&E)
- Black Suit_SS9 Ver.
- Sorry, Sorry_SS9 Ver.
- 미인아 (BONAMANA)_SS9 Ver.

- Encore VCR (우리에게 (The Melody)) -
- 둘이 (You&I)

- Ment -
- Too Many Beautiful Girls_Band Ver.
- Miracle_Band Ver.

## 취소된 일정
| 일정            | 도시       | 국가   | 장소                  | 비고                                   |
| --------------- | ---------- | ------ | --------------------- | -------------------------------------- |
| 2022년 8월 6일  | 마닐라     | 필리핀 | 몰 오브 아시아 아레나 | 은혁 부친상                            |
| 2023년 2월 15일 | 멕시코시티 | 멕시코 | 벨로드로모 올림피코   | 안전상 문제로 인한 현지 팬덤 내 보이콧 |

## 관련 디스코그래피

### 포토북
| 종류   | 포토북 정보                                                                                 |
| ------ | ------------------------------------------------------------------------------------------- |
| 포토북 | SUPER JUNIOR WORLD TOUR 《SUPER SHOW 9 : ROAD_SHOW》 공연화보집 - 발매일 : 2023년 12월 22일 |

## 제작
- 슈퍼주니어 (이특, 예성, 신동, 은혁, 시원, 동해, 려욱, 규현), 조미서울 앙코르 한정
- 주최 : SM 엔터테인먼트, Label SJ
- 주관 : 드림메이커, 드림시큐리티, Beyond LIVE
- 후원
  - 서울 : YES24